# 颱風格美 (2006年)
颱風凱米（菲律賓大氣地球物理和天文管理局：Glenda，國際編號：0605，聯合颱風警報中心：05W）是2006年太平洋颱風季的第5個被命名的風暴。「凱米」（개미）一名由韓國提供，意思是螞蟻。

## 形成歷程及路徑
在7月18日，一熱帶低氣壓於關島之東南形成。7月19日，日本氣象廳將它升格為熱帶風暴並命名為格美。7月20日，日本氣象廳將格美升格為強烈熱帶風暴，不過聯合颱風警報中心已經在同日將它升格為颱風，日本氣象廳則在7月21日才將它升格為颱風。
7月24日晚上11時45分，在台灣台東縣成功鎮登陸。7月25日凌晨4時05分由嘉義縣東石鄉附近出海，減弱為強烈熱帶風暴，並在中國福建漳州市龍海區隆教畲族鄉登陸。在7月26日減弱為熱帶低氣壓並消散。

## 影響

### 臺灣
台灣各地普遍出現7級以上之強陣風，位在暴風圈邊緣的台北測得了10級陣風長達3小時。較大降雨量主要分布在南部的山區以及東部迎風面的山區，其中以屏東縣尾寮山雨量站紀錄567mm最多。

## 熱帶氣旋警告使用紀錄

### 台灣
| 交通部中央氣象局 颱風警報 | 交通部中央氣象局 颱風警報 | 交通部中央氣象局 颱風警報 |
| ------------------------- | ------------------------- | ------------------------- |
| 上一熱帶氣旋              | 海上颱風警報              | 下一熱帶氣旋              |
| 輕度颱風碧利斯            | 海上颱風警報              | 輕度颱風寶發              |
| 輕度颱風碧利斯            | 陸上颱風警報              | 輕度颱風寶發              |